# Ringer-oldat

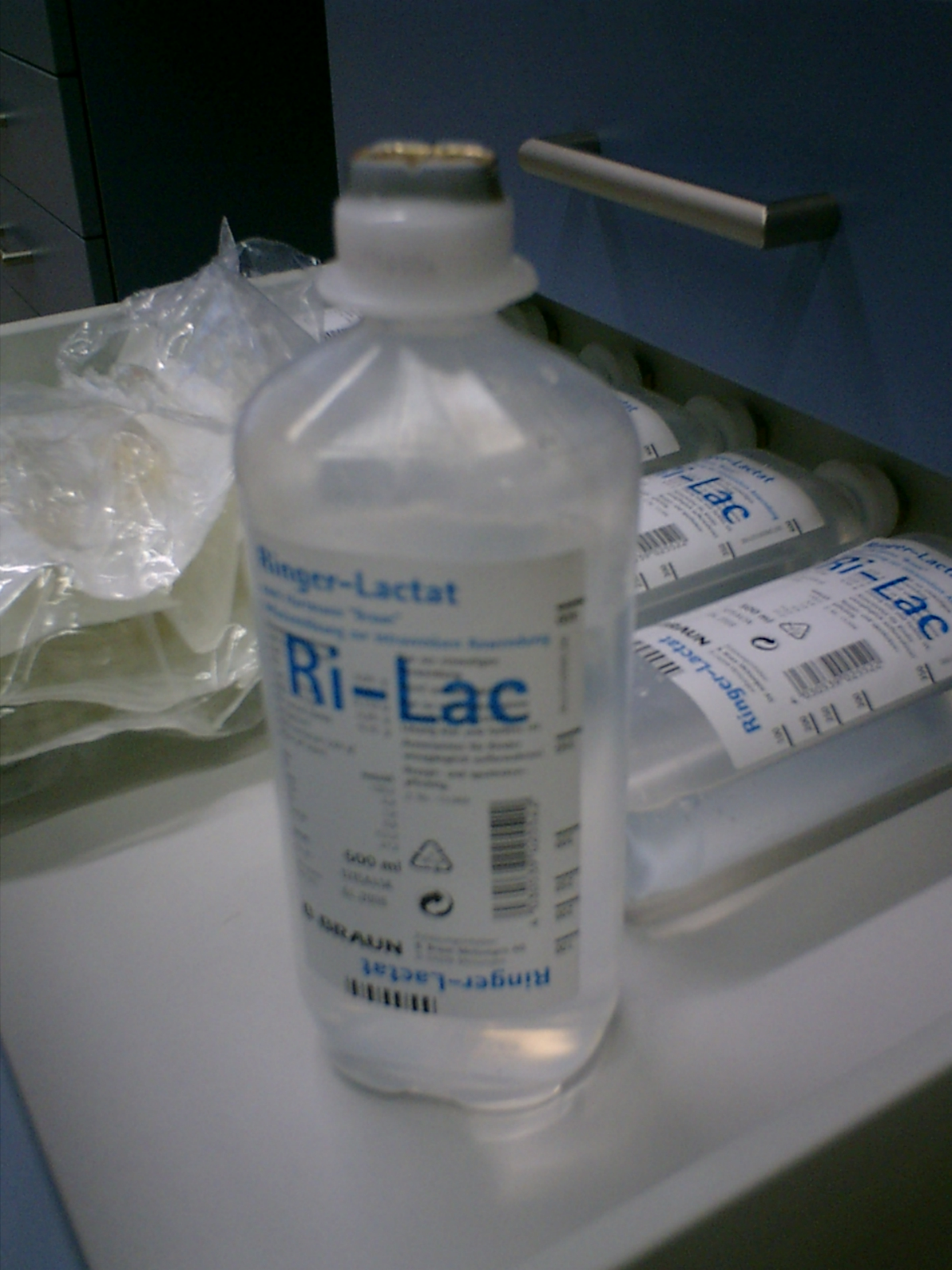
Az 500 ml-es Ringer-laktát infúziós oldat

A Ringer infúziós oldatot Sydney Ringer alkotta meg 1882–1885 között. A Ringer-oldat egy olyan izotóniás sóoldatkeverék, melyben az élő szervezetből eltávolított szövetek viszonylag hosszú ideig életben tarthatók, miközben élettani működésük vizsgálható. Számos fajtája létezik, melyek állatcsoportra (madarak, emlősök, kétéltűek, édesvízi és tengeri halak stb.), illetve szövettípusra (izom, agy stb.) nézve is egyedi összetételűek.
A Ringer.oldat az alábbi főbb összetevőket tartalmazza: nátrium-klorid, kálium-klorid, kalcium-klorid és nátrium-hidrogén-karbonát, ez utóbbi a hidrogénion-koncentráció (pH) szabályozására szolgál. További kiegészítő alkotóelemek, védő- ill. tápanyagok lehetnek még a sejtek számára, pl. antibiotikumok, gombaölők, ATP, glükóz vagy dextróz, illetve olyan anyagok, amik révén az oldat az extracelluláris folyadék összetételét még pontosabban megközelítheti (pl. magnézium, laktátok stb.).
A Ringer által eredetileg kikísérletezett oldat békaszív életben tartására készült, ezért békaspecifikus. A békaszív a leghosszabb ideig az alábbi összetételű sóoldatban maradt működőképes: 6,5 g NaCl, 0,42 g KCl, 0,25 g CaCl2 és 2,5 mmol nátrium-bikarbonát desztillált vízzel 1 literre kiegészítve.
Az emlősök kezelésében használt legegyszerűbb Ringer-oldat összetétele literenként:
- 8,60 g nátrium-klorid
- 0,30 g kálium-klorid
- 0,33 g kalcium-klorid

Így a kb. 307 mOsm/l ozmolaritású sóoldat iontartalma:
- 147 mmol/l nátrium
- 4 mmol/l kálium
- 2,25 mmol/l kalcium
- 155,5 mmol/l klorid

A Ringer-oldatot a gyógyászatban is gyakran használják infúziós oldatként Ringer-laktát néven vér, folyadék vagy ionok pótlására. Ennek összetétele:
- nátrium-klorid: 6,00 g
- kálium-klorid: 0,40 g
- kalcium-klorid: 0,27 g
- nátrium-laktát: 3,20 g

literenként.